# Salle du 11 janvier
La Salle 11 janvier est une salle couverte omnisports d'une capacité de 3 000 places, située à Fès, elle accueille chaque année plusieurs manifestations sportives, surtout les matchs des sections basket-ball et handball du Maghreb de Fès.
Cette salle a été inaugurée en mars 2004, sa construction a couté 8 millions de Dirham marocain.